# Pseudoscourfieldiales
Pseudoscourfieldiales é uma ordem de algas verdes pertencentes à classe Pyramimonadophyceae.